# Bail-out (Internet)
Die Bail-out-Rate ist eine Messgröße zur Usability-Bewertung im Web-Publishing: sie gibt den Anteil der Website-Besucher an, die den vollständigen Aufbau einer bestimmten Seite nicht abwarten (im Verhältnis zur Gesamtzahl der Seite-abrufenden Besucher).
Die Bail-out-Rate ist somit eine Messzahl, die Hinweise auf die Geduld von Internet-Nutzern beim Abruf einer Seite gibt.
Webseitenoptimierungen zielen unter anderem darauf ab, die Bail-out-Rate niedrig zu halten.